# 老王坡农场
老王坡农场，是中国河南省驻马店市西平县下辖的一个类似乡级单位。

## 行政区划
老王坡农场共辖以下地区：
农场场部村、刘店村、陶庄村、顾庙村。